# L'ultima lacrima
L'ultima lacrima è una raccolta di racconti di Stefano Benni, pubblicata nel 1994 dalla casa editrice Feltrinelli.

## Trama
Il libro contiene venti storie sulle stranezze, i vizi e le virtù della società di oggi in generale e di quella italiana in particolare. Tra i vari racconti, vi sono "Papà va in tv", in cui l'esecuzione in diretta di un uomo viene vissuta dalla sua famiglia come un qualunque spettacolo televisivo, con tanto di talk show alla fine; "Fratello Bancomat", in cui lo sportello automatico di una banca preleva soldi dai conti correnti dei clienti più ricchi e disonesti, aiutando i risparmiatori più bisognosi; in "Sniper" invece viene descritta una guerra civile tra le regioni del Sud e quelle del Nord Italia. I racconti più "seri" sono intervallati da storie brevi e più rilassate, quasi ad alleggerire l'atmosfera surreale del libro.

## Edizioni
- Stefano Benni, L'ultima lacrima, collana Universale Economica Feltrinelli, Feltrinelli, 1994,  pp. 171, ISBN 88-07-81394-7.